# Sofya Berultseva
Sofya Berultseva (en kazakh : Софья Берульцева), née le 6 novembre 2000 à Chymkent, est une karatéka kazakhe combatant en kumite individuel féminin moins de 68 kilos.
Elle est deux fois médaillée d'or et deux fois médaillée d'argent aux championnats asiatiques de karaté et elle a également remporté plusieurs médailles en première ligues de la Fédération mondiale de karaté et en championnats de série.
Elle remporte en 2021 une médaille de bronze en kumité catégorie poids lourds (+61kg) lors des jeux olympiques à Tōkyō, au Japon.